# Formula segreta
Formula segreta è stato un programma televisivo italiano di genere game show, in onda su Canale 5 dal 4 al 23 settembre 2006 nella fascia pre-serale, con la conduzione di Amadeus. Il format era interamente italiano, ideato dallo stesso Amadeus e Stefano Santucci, entrambi autori del programma.
Per il programma era stato proposto il titolo A tutti i costi, modificato a pochi giorni dal debutto.

## Modalità di gioco
Partecipavano 4 concorrenti. Nel primo round venivano fatte delle domande a 2 persone che si sfidavano. Chi accumulava più punti passava, mentre chi perdeva continuava a giocare. Quello che perdeva sempre, ovvero l'ultimo a giocare che accumulava meno punti, non passava al secondo round e veniva eliminato. Nel secondo round c'erano 3 concorrenti. Bisognava associare a delle parole quella che aveva qualcosa in comune con tutte le altre. Anche qui veniva eliminato un concorrente, e gli ultimi due si sfidavano alla formula segreta, una frase non completa da indovinare, basata sul gioco enigmistico chiamato ditloide. Più si sbagliava, più il montepremi che si poteva vincere diventava basso. Chi riusciva a indovinare la formula segreta non solo vinceva i soldi, ma partecipava anche alla puntata successiva.

## Ascolti
Gli ascolti del programma non furono soddisfacenti, difatti veniva battuto quotidianamente dal quiz L'eredità, in onda su Rai 1. Di conseguenza, il programma venne chiuso dopo solo tre settimane dall'esordio e sostituito da Fattore C, che fece la stessa sorte.